# Stará Halič
Stará Halič (allemand : Altgaatsch,  hongrois : Gömörsid) est un village de Slovaquie situé dans la région de Banská Bystrica.

## Histoire
La première mention écrite du village date de 1365.

## Démographie

### Évolution de la population
| Année:               | 1994. | 2004.   | 2014.   | 2024.   |
| -------------------- | ----- | ------- | ------- | ------- |
| Nombre de personnes: | 635   | 667     | 685     | 662     |
| Différence:          |       | +5,03 % | +2,69 % | -3,35 % |

| Année:               | 2023. | 2024.   |
| -------------------- | ----- | ------- |
| Nombre de personnes: | 645   | 662     |
| Différence:          |       | +2,63 % |